# Храми Одеси
Хра́ми Одеси — перелік храмів та релігійних установ міста Одеса. Найбільшою групою з них є християнські конфесії. Православ'я представлене Православною церквою України та Українською православною церквою Московського паріархату. Католицизм представлено Українською греко-католицькою церквою та Римо-католицькою церквою. 
Найбільш розповсюдженими напрямками протестантизму є баптизм, Церква адвентистів сьомого дня, п'ятидесятництво, харизмати. Серед інших діють громади Свідків Єгови, Церкви Ісуса Христа святих останніх днів.
Також в Одесі є громада Духовного управління мусульман України та громади юдеїв.

## Християнство

### Православ'я

#### Православна церква України
| Назва                                  | Зображення | Адреса                        | Координати | Дата спорудження | Архітектор | Стиль | Примітки |
| -------------------------------------- | ---------- | ----------------------------- | ---------- | ---------------- | ---------- | ----- | -------- |
| Кафедральний собор Різдва Христового   |            | вул. Пастера, 5а              |            |                  |            |       |          |
| Храм Покрови Пресвятої Богородиці      |            | вул. Бахмутська, 67           |            |                  |            |       |          |
| Храм св. прп. Серафима Саровського     |            | вул. Світанку, 61             |            |                  |            |       |          |
| Храм св. влмч. Георгія Побідоносця     |            | вул. Віталія Нестеренка, 36/1 |            |                  |            |       |          |
| Парафія Касперівської ікони Богородиці |            | вул. Хутірська, 19            |            |                  |            |       |          |
| Храм Святого Миколая Чудотворця        |            | вул. Вікандера і Ларсена, 54  |            |                  |            |       |          |

#### Українська православна церква (Московський патріархат)
| Назва                                                | Зображення | Адреса                         | Координати | Дата спорудження | Архітектор                             | Стиль                  | Примітки |
| ---------------------------------------------------- | ---------- | ------------------------------ | ---------- | ---------------- | -------------------------------------- | ---------------------- | -------- |
| Спасо-Преображенський собор                          |            | Соборна пл., 3                 |            |                  | Вікентій Ванрезант, Франческо Фраполлі | класицизм              |          |
| Свято-Успенський собор                               |            | Преображенська вул., 70        |            |                  |                                        | псевдоросійський стиль |          |
| Свято-Троїцький собор                                |            | Європейська вул., 55           |            |                  |                                        | неокласицизм           |          |
| Свято-Олексіївський храм                             |            | Олексіївська площа, 19а        |            |                  | Тодоров Аркадій Дмитрович              |                        |          |
| Храм святителя Димитра Ростовського                  |            | Люстдорфська дорога, 6         |            |                  | Георгій Дмитренко                      | псевдоросійський стиль |          |
| Свято-Григоріє-Богословська церква                   |            | вул. Старопортофранківська, 18 |            |                  | Ландесман Семен Андрійович             | псевдоросійський стиль |          |
| Храм святих великомучеників Адріана і Наталії        |            | Французький бульвар, 46        |            |                  |                                        | неовізантійський       |          |
| Успенський чоловічий монастир                        |            | Монастирський пров., 6         |            |                  |                                        |                        |          |
| Свято-Архангело-Михайлівський жіночий монастир       |            | вул. Успенська, 4              |            |                  |                                        |                        |          |
| Свято-Пантелеймонівський одеський чоловічий монастир |            | Пантелеймонівська вул., 66     |            |                  |                                        | псевдоросійський       |          |
| Іллінський чоловічий монастир                        |            | вул. Італійська, 79            |            |                  |                                        |                        |          |
| Собор Святителя Спірідона Тріміфунтського            |            | вул. Академіка Корольова, 43-В |            |                  |                                        |                        |          |

#### Вірменська апостольська церква
| Назва                                | Зображення | Адреса                      | Координати | Дата спорудження | Архітектор | Стиль       | Примітки |
| ------------------------------------ | ---------- | --------------------------- | ---------- | ---------------- | ---------- | ----------- | -------- |
| Церква святого Григорія Просвітителя |            | вул. Аркадійське плато, 5/4 |            | 1995             |            | вірменський |          |

### Католицька церква

#### Римсько-католицька церква в Україні
| Назва                                           | Зображення | Адреса                 | Координати | Дата спорудження | Архітектор                | Стиль     | Примітки |
| ----------------------------------------------- | ---------- | ---------------------- | ---------- | ---------------- | ------------------------- | --------- | -------- |
| Кафедральний собор Успіння Пресвятої Діви Марії |            | вул. Європейська, 33   |            | 1844 - 1853      | Франческо Моранді         |           |          |
| Костел святого Петра апостола                   |            | вул. Гаванна, 5        |            | 1904 - 1913      | А. Г. Люікс, К. Я. Меснер | необароко |          |
| Каплиця святого Климентія                       |            | вул. Балківська, 209   |            | 1902             |                           |           |          |
| Каплиця Бога Отця Предвічного                   |            | вул. Івана Франка, 13б |            | 2013             |                           |           |          |

#### Українська греко-католицька церква
| Назва                                                                                   | Зображення | Адреса                                 | Координати | Дата спорудження | Архітектор | Стиль | Примітки |
| --------------------------------------------------------------------------------------- | ---------- | -------------------------------------- | ---------- | ---------------- | ---------- | ----- | -------- |
| Катедральний храм святого Апостола Андрія Первозванного                                 |            | вул. Гімназична, 22/24                 |            | 2005             |            |       |          |
| Церква святого архістратига Михаїла                                                     |            | вул. Незалежності, 10-А                |            | 2017             |            |       |          |
| Церква Вознесіння Господнього                                                           |            | проспект Князя Володимира Великого, 37 |            | 2017             |            |       |          |
| Чернечий Дім Стрітення Господнього Згромадження Сестер Служебниць Непорочної Діви Марії |            | вул. Пантелеймонівська, 48/17          |            | 2020             |            |       |          |
| Храм святого Миколая Чудотворця                                                         |            | провулок Хуторський Перший, 2          |            | 2023             |            |       |          |

### Протестантизм

#### Баптизм
| Назва                                                 | Зображення | Адреса                         | Координати | Дата спорудження | Архітектор | Стиль | Примітки |
| ----------------------------------------------------- | ---------- | ------------------------------ | ---------- | ---------------- | ---------- | ----- | -------- |
| Перша Одеська Церква Євангельських Християн-Баптистів |            | вул. Картамишівська, 8         |            |                  |            |       |          |
| Церква «Надія»                                        |            | провулок Бориса Айзенберга, 7Г |            |                  |            |       |          |
| Церква ЕХБ «Благодать»                                |            | вул. Лесі Українки, 41         |            |                  |            |       |          |
| Храм Спасіння                                         |            | вул. 28 бригади, 10            |            |                  |            |       |          |

#### Церква адвентистів сьомого дня
| Назва                          | Зображення | Адреса                      | Координати | Дата спорудження | Архітектор | Стиль | Примітки |
| ------------------------------ | ---------- | --------------------------- | ---------- | ---------------- | ---------- | ----- | -------- |
| Церква адвентистів сьомого дня |            | вул. Капітана Кузнецова, 90 |            |                  |            |       |          |
| Церква адвентистів сьомого дня |            | Люстдорфська дорога, 105    |            |                  |            |       |          |

#### Лютеранська церква
| Назва                            | Зображення | Адреса                  | Координати | Дата спорудження | Архітектор            | Стиль     | Примітки |
| -------------------------------- | ---------- | ----------------------- | ---------- | ---------------- | --------------------- | --------- | -------- |
| Лютеранська церква Святого Павла |            | вул. Новосельського, 68 |            | 1825             | Франческо Карло Боффо | еклектика |          |

## Юдаїзм
| Назва                       | Зображення | Адреса                   | Координати | Дата спорудження | Архітектор              | Стиль        | Примітки |
| --------------------------- | ---------- | ------------------------ | ---------- | ---------------- | ----------------------- | ------------ | -------- |
| Синагога «Ор Самеах»        |            | вул. Єврейська, 25       |            | 1850—1855        | Франц Йосипович Моранді | круглої арки |          |
| Центральна синагога         |            | вул. Вадима Корженка, 21 |            |                  |                         |              |          |
| Єврейська месіанська община |            | вул. Приморська, 42      |            |                  |                         |              |          |

## Іслам
| Назва                                                  | Зображення | Адреса                         | Координати | Дата спорудження | Архітектор        | Стиль         | Примітки    |
| ------------------------------------------------------ | ---------- | ------------------------------ | ---------- | ---------------- | ----------------- | ------------- | ----------- |
| Мечеть Аль-Салам                                       |            | вул. Рішельєвська, 49          |            | 2001             | Михайло Повстанюк | мавританський |             |
| Східний культурний центр імені Ахмеда Сулеймана Ківана |            | Фонтанська дорога, 60/2        |            | 2018             |                   | арабський     |             |
| Ісламський культурний центр «Аль-Масар»                |            | площа Молоді, 17-А             |            |                  |                   |               | ДУМУ «Умма» |
| Одеська соборна мечеть                                 |            | вул. Балківська, 128           |            | будується        |                   | арабський     | ДУМУ        |
| Одеська центральна мечеть                              |            | вул. Варненська, 12/5          |            |                  |                   |               | ДУМУ        |
| Мечеть                                                 |            | вул. Академіка Заболотного, 13 |            | 2024             |                   |               | ДУМУ        |